# Droit bissaoguinéen
Le droit bissau-guinéen est le droit appliqué en Guinée-Bissau depuis l'indépendance du Portugal le 10 septembre 1974.

## Sources du droit

### Constitution
La Constitution est la loi suprême de l’État. En effet, selon l'article 98(1) de la Constitution les tribunaux ne peuvent appliquer des normes qui enfreignent les dispositions de la Constitution ou les principes en elle consacrés.

### Traités et accords internationaux
La Guinée Bissau est membre de l'Organisation pour l'harmonisation en Afrique du droit des affaires, dont elle a signé le traité initial du 17 octobre 1993 ainsi que le traité portant révision du traité du 17 août 2008.

## Organisation juridictionnelle
L'article 92 de la Constitution dispose que le Tribunal suprême de justice est l'instance judiciaire suprême de la République.
Il existe des tribunaux militaires, administratifs, fiscaux et des comptes.

## Sources

## Compléments